# Liste von Persönlichkeiten der Stadt Douala
Die folgende Liste enthält Personen, die in der kamerunischen Stadt Douala geboren wurden, sowie solche, die zeitweise dort gelebt und gewirkt haben. Die Liste erhebt keinen Anspruch auf Vollständigkeit.

## In Douala geborene Persönlichkeiten

### Bis ins 20. Jahrhundert
- Joseph Bilé (1892–1959),  Bauingenieur, Kommunist und Panafrikanist
- Louis Brody (1892–1951), deutscher Schauspieler

### 20. Jahrhundert

#### 1901 bis 1970
- Francis Bebey (1929–2001), französischer Musiker und Schriftsteller
- Manu Dibango (1933–2020), Musiker
- Samuel Edimo (1934–1997), Fußballspieler
- Jean-Pierre Dikongué-Pipa (* 1940), Regisseur, Autor und Schauspieler
- Joseph Bessala (1941–2010), Boxer
- Claude Njiké-Bergeret (* 1943), Entwicklungshelferin
- Patrick Baudry (* 1946), französischer Astronaut
- Alexandre Kum'a Ndumbe III. (* 1946), Historiker, Hochschullehrer und Germanist
- Simon Tchobang (1951–2007), Fußballtorhüter
- Axelle Kabou (* 1955), Journalistin und Autorin
- Marilyn Douala Bell (* 1957), französisch-kamerunische Sozialökonomin
- Simon Tchobang (1951–2007), Fußballspieler
- Joseph Marie Ndi-Okalla (* 1957), römisch-katholischer Geistlicher, Bischof von Mbalmayo
- Ruth Enang Mesode (* 1958), Sprinterin
- Calixthe Beyala (* 1961), französische Schriftstellerin
- Bili Bidjocka (* 1962), Konzept- und Installationskünstler
- Angèle Etoundi Essamba (* 1962), kamerunisch-niederländische Fotografin
- Étienne M’Bappé (* 1964), Fusion- und Weltmusiker
- Cyrille Makanaky (* 1965), Fußballspieler
- Henri Dikongué (* 1967), Musiker
- Koyo Kouoh (1967–2025), kamerunisch-schweizerische Kuratorin und Kulturproduzentin
- Petit Pays (* 1967), Sänger
- Bassey William Andem (* 1968), Fußballspieler
- Olivier Djappa (* 1969), Fußballspieler
- Bertrand Teyou (1969–2020), Schriftsteller
- Patrick M’Boma (* 1970), Fußballspieler

#### 1971 bis 1980
- Alphonse Tchami (* 1971), Fußballspieler und -trainer
- Hemley Boum (* 1973), Schriftstellerin
- Samuel Ipoua (* 1973), Fußballspieler
- Marcel Mahouvé (* 1973), Fußballspieler
- Léonora Miano (* 1973), Schriftstellerin
- Didier Angibeaud (* 1974), Fußballspieler
- Francis Etouké (* 1975), deutscher Fußballtrainer und -spieler
- Raymond Kalla (* 1975), Fußballspieler
- Pierre Njanka (* 1975), Fußballspieler
- Lucien Mettomo (* 1977), französisch-kamerunischer Fußballspieler
- Roudolphe Douala (* 1978), Fußballspieler
- Jean-Alain Boumsong (* 1979), französischer Fußballspieler
- Armand Deumi (* 1979), Fußballspieler
- César M’Boma (* 1979), Fußballspieler
- Pierre Womé (* 1979), Fußballspieler
- Carlos Takam (* 1980), französisch-kamerunischer Boxer

#### 1981 bis 1990

##### 1981 bis 1985
- Samuel Eto’o  (* 1981),  Fußballspieler
- Éric Djemba-Djemba (* 1981), Fußballspieler
- Harding Nana (* 1981), Basketballspieler
- Martinien Tega (* 1981), Radrennfahrer
- Timothée Atouba (* 1982), Fußballspieler
- Nino Ekambi (* 1982), Basketballspieler
- Mason Ewing (* 1982), Filmproduzent, Regisseur, Drehbuchautor und Modedesigner
- Thierry Fidjeu-Tazemeta (* 1982), äquatorialguineisch-kamerunischer Fußballspieler
- Habib Gock (* 1982), Fußballspieler
- Alain Bono (* 1983), Fußballspieler
- Roger Pandong (* 1983), Fußballspieler
- Somen Tchoyi (* 1983), Fußballspieler
- Henri Bedimo (* 1984), Fußballspieler
- Pierre Boya (* 1984), Fußballspieler
- Guy Stéphane Essame (* 1984), Fußballspieler
- Carlos Kameni (* 1984), französisch-kamerunischer Fußballspieler
- Véronique Mang (* 1984), französische Leichtathletin
- Amadou Rabihou (* 1984), kamerunisch-österreichischer Fußballspieler
- Albert Baning (* 1985), Fußballspieler
- Aurélien Chedjou (* 1985), Fußballspieler
- Antoinette Nana Djimou Ida (* 1985), französische Siebenkämpferin

##### 1986 bis 1990
- Christian Pouga (* 1986), Fußballspieler
- Sébastien Siani (* 1986), Fußballspieler
- Laetitia Chapeh Yimga (* 1987), äquatorialguineisch-kamerunische Fußballspielerin
- Berlin Ndebe-Nlome (* 1987), Fußballspieler
- Perial Ndengue (* 1987), Fußballspielerin
- Patrick Njambe (* 1987), Fußballspieler
- Alain Junior Ollé Ollé (* 1987), Fußballspieler
- Perial Ndengue (* 1987), Fußballspielerin
- Alex Song (* 1987), Fußballspieler
- Françoise Ellong (* 1988), kamerunische Regisseurin und Autorin
- Marcel Essombé (* 1988), Fußballspieler
- Irma (* 1988), in Frankreich lebende kamerunische Sängerin und Songschreiberin
- Kenny Kadji (* 1988), Basketballspieler
- Ernest Mabouka (* 1988), Fußballspieler
- Georges Mandjeck (* 1988), Fußballspieler
- Marc Kibong Mbamba (* 1988), Fußballspieler
- Benjamin Moukandjo (* 1988), Fußballspieler
- Henri Belle (* 1989), Fußballspieler
- Albert Ebossé Bodjongo (1989–2014), Fußballspieler
- Olivier Boumal (* 1989), Fußballspieler
- David Koffi Ben (* 1989), Fußballspieler
- Gabrielle Onguéné (* 1989), Fußballspielerin
- Dominique Wassi (* 1989), Fußballspieler
- Stephane Assengue (* 1990), Fußballspieler
- Franck Etoundi (* 1990), Fußballspieler
- Yves Ekwalla Herman (* 1990), Fußballspieler
- Abdel Lamanje (* 1990), französischer Fußballspieler
- Claudine Meffometou (* 1990), Fußballspielerin
- François Moubandje (* 1990), Schweizer Fußballspieler
- Dooh Moukoko (* 1990), Fußballspieler

#### 1991 bis 2000
- Nestor Djengoue (* 1991), italienisch-kamerunischer Fußballspieler
- Yvonne Leuko (* 1991), Fußballspielerin
- Loïc Feudjou (* 1992), Fußballtorwart
- Befolo Mbarga (* 1992), Fußballspieler
- Paul-Georges Ntep (* 1992), französischer Fußballspieler
- Jean-Pierre Nsame (* 1993), französisch-kamerunischer Fußballspieler
- Madias Nzesso (* 1992), Gewichtheberin
- Dave Sutter (* 1992), Eishockeyspieler
- Ibrahim Amadou (* 1993), französischer Fußballspieler
- Dinos (* 1993), französischer Rapper
- Frantz Pangop (* 1993), Fußballspieler
- Pascal Siakam (* 1994), Basketballspieler in der nordamerikanischen Profiliga NBA
- Christian Bassogog (* 1995), Fußballspieler
- Jean Marie Dongou (* 1995), Fußballspieler
- Antoinette Guedia (* 1995), Schwimmerin
- Wato Kuaté (* 1995), kamerunisch-portugiesischer Fußballspieler
- Frank Boya (* 1996), Fußballspieler
- Wilfrid Kaptoum (* 1996), Fußballspieler
- Emmanuel Mbende (* 1996), deutsch-kamerunischer Fußballspieler
- Fabrice Olinga (* 1996), Fußballspieler
- Olivier Mbaizo (* 1997), Fußballspieler
- Yvan Neyou (* 1997), Fußballspieler
- Nouhou Tolo (* 1997), Fußballspieler
- Felix Chenkam (* 1998), Fußballspieler
- Oumar Gonzalez (* 1998), kamerunisch-französischer Fußballspieler
- Yassan Ouatching (* 1998), Fußballspieler
- Ignatius Ganago (* 1999), Fußballspieler
- Nelson Mandela Mbouhom (* 1999), Fußballspieler
- Christian Koloko (* 2000), Basketballspieler
- Darlin Yongwa (* 2000), Fußballspieler

### 21. Jahrhundert
- Carlos Baleba (* 2004), Fußballspieler
- François Mughe (* 2004), Fußballspieler
- Christian Kofane (* 2006), Fußballspieler

### Geburtsjahr unbekannt
- Guy Nsangué Akwa, Jazz-Bassist